# Hélder Sá
Hélder José Oliveira Sá, noto semplicemente come Hélder Sá (Vila Nova de Famalicão, 10 novembre 2002), è un calciatore portoghese, difensore del Rio Ave.

## Carriera

### Club
Cresciuto nel settore giovanile del Vitória Guimarães, debutta in prima squadra il 4 aprile 2021 in occasione dell'incontro di Primeira Liga perso 2-1 contro il Tondela.

### Nazionale
Ha giocato nelle nazionali giovanili portoghesi Under-18 ed Under-20.

## Statistiche

### Presenze e reti nei club
Statistiche aggiornate al 17 dicembre 2021.
| Stagione        | Squadra             | Campionato      | Campionato | Campionato | Coppe nazionali | Coppe nazionali | Coppe nazionali | Coppe continentali | Coppe continentali | Coppe continentali | Altre coppe | Altre coppe | Altre coppe | Totale | Totale |
| Stagione        | Squadra             | Comp            | Pres       | Reti       | Comp            | Pres            | Reti            | Comp               | Pres               | Reti               | Comp        | Pres        | Reti        | Pres   | Reti   |
| --------------- | ------------------- | --------------- | ---------- | ---------- | --------------- | --------------- | --------------- | ------------------ | ------------------ | ------------------ | ----------- | ----------- | ----------- | ------ | ------ |
| 2020-2021       | Vitória Guimarães B | CdP             | 2          | 0          |                 | -               | -               |                    | -                  | -                  |             | -           | -           | 2      | 0      |
| 2021-2022       | Vitória Guimarães B | 3L              | 6          | 1          |                 | -               | -               |                    | -                  | -                  |             | -           | -           | 6      | 1      |
| 2020-2021       | Vitória Guimarães   | PL              | 2          | 0          | CP+CdL          | 0               | 0               |                    | -                  | -                  |             | -           | -           | 2      | 0      |
| 2021-2022       | Vitória Guimarães   | PL              | 4          | 0          | CP+CdL          | 1+2             | 0               |                    | -                  | -                  |             | -           | -           | 7      | 0      |
| Totale carriera | Totale carriera     | Totale carriera | 14         | 1          |                 | 3               | 0               |                    | -                  | -                  |             | -           | -           | 17     | 1      |